# Snitch (Obie Trice)
Snitch is een single van de Amerikaanse rapper Obie Trice. De single, van het album Second Round's on Me, werd geproduceerd door Akon en Eminem en kwam uit op 4 september 2006. In Groot-Brittannië bereikte de single een 44e plaats in de hitlijsten. De titel "Snitch" verwijst naar verraad in de videoclip.